# San José (Lomas de Zamora)
San José, habitualmente llamado barrio San José, es un territorio que pertenece a dos municipios: Lomas de Zamora y Almirante Brown. Oficialmente son dos localidades, San José (Alte. Brown) y San José (Lomas de Zamora). Limita con las localidades de Temperley y Banfield al norte, José Mármol al sur,
el partido de Quilmes al este y el partido de Almirante Brown al oeste.

## Historia
En un comienzo, San José de Temperley como el territorio de San José de Alte. Brown eran tierras pertenecientes a Guillermo Kraft.
Al fallecer Guillermo Kraft sus herederos, doña Herminia T. Westermayer (viuda de Kraft) y sus hijos Alberto y Oscar encomendaron al ingeniero civil Manuel R. Balarino, la preparación de los planos de amanzanamiento y loteo, englobando en su proyecto el trazado planificado en 1912 sobre una parte de estas tierras.
El 6 de noviembre de 1948, la dirección de Geodesia de la provincia aprobó el plano, correspondiente a las actuales calles Santa Cruz, Santa Ana, Garay y Eva Perón. 
El domingo 12 de diciembre de 1948 puede considerarse como la "fecha natal" del Barrio San José; en ese día el martillero Juan Boracchia (hijo) realizó el primero de los sucesivos remates, mediante los cuales se venderían más de cuatro mil lotes de 10 metros de frente cada uno por fondos que variaban entre 30 y 50 metros en los tramos centrales de cuadra y 20 metros en las esquinas. Las ochavas de los ángulos de manzana miden, en general 4,24 metros lineales.
El 20 de abril de 1949, las autoridades provinciales aprobaron el plano del ingeniero Balarino para el sector siguiente, desde Santa Cruz a Eucaliptus y desde Pasco a Garay.
El 8 de septiembre de 1949, recibió su aprobación el plano correspondiente al sector desde Eucaliptus a San Juan y Pasco a Garay. 
El domingo 2 de octubre, el martillero Juan Boracchia (hijo) realizó el remate de su tercera serie de lotes que iba desde Jujuy a San Juan y desde Pasco a Boulevard Amenedo. El valor de los terrenos alejados de Pasco era de $15 por mes y $30 por mes, los situados en manzanas sobre esta avenida; todos eran pagados en 126 mensualidades. Existía un descuento del 20% para los que abonasen al contado dentro de los sesenta días. Un lote sobre la avenida Pasco se ofrecía a $3.024 moneda nacional; en tanto que otro situado en la calle Salta a más de una cuadra de Pasco se cotizaba solo a la mitad $1.512 (una buena inversión para el que visualizaba el auge del crecimiento poblacional en el conurbano bonaerense). Estaba prohibido construir con madera y chapas de cinc. Tampoco podían instalarse establecimientos fabriles ni industriales. No se podía comprar terrenos para extraer tierra ni cortar la arboleda. El pavimento de Pasco figuraba pago al igual que los mejorados de las calles Salta y Camarones.
En concordancia con el crecimiento urbano que se vivía en esos años, San José fue uno de los barrios que más rápido creció de los partidos la primera corona, ya que de ser un territorio rural San José tomó su forma actual entre 1963 y 1971 (desde la aparición del alumbrado público hasta la completa pavimentación de las calles), en parte gracias al intenso desarrollo comercial de la calle Salta. En 1985 se crea la delegación municipal. A pesar de los reclamos de algunos vecinos, hasta la fecha San José aún no ha sido reconocido como localidad.
Una de sus personalidades más destacadas en la década de 1990 fue Norma Beatriz Guimil de Plá, militante por los derechos de los jubilados. Su lucha puso en evidencia la terrible situación de marginalidad a la que se enfrentan  los argentinos una vez finalizada su actividad laboral.  Quebró aquellos esquemas de percepción que llevan a pensar en las marchas como un asunto de hombres (masculinos) jóvenes y fuertes.
Entre 2003 y 2005 se produjeron protestas en la localidad por la instalación de antenas de teléfonos celulares, ya que los pobladores temían que pudieran causar cáncer.
El barrio San José, no sólo limita con el partido de Almirante Brown sino que gran parte del mismo está emplazado allí.

## Geografía

### Población
Su población en el censo de 2001 era de 11,961 habitantes (Indec, 2001). Siendo en el de 2022 la cantidad de 44,437 hab.
Ubicación
Sus límites comprenden la localidad formada por las calles Juan de Garay, San Juan, Av. Eva. Perón (ex. Pasco), Rev. de Temperley, S. Freud, Blvr. Armesti y Av. Tte. Gral. Donato Álvarez, limitando con:
• Al este: Quilmes Oeste, Bernal (Quilmes)
• Al sur: San José, José Mármol (Alte. Brown)
• Al oeste: Temperley (Lomas de Zamora)
• Al norte: Banfield (Lomas de Zamora), Monte Chingolo (Lanús)
El epicentro se ha situado a 33 km de Buenos Aires, y el hipocentro ha sido registrado a 25 km de profundidad.

## Zona Céntrica
El centro de San José se ubica desde el cruce de la avenida Eva Perón (ex Pasco) y la calle Salta hasta el límite (siguiendo por la calle Salta) con Almirante Brown, donde limita con el barrio del mismo nombre.